# San Ciriaco alle Terme di Diocleziano
San Ciriaco alle Terme di Diocleziano (em latim: Sancti Cyriaci in Thermis), conhecida também como San Ciriaco in Thermis e San Ciriaco in Vermini, era uma igreja titular localizada no interior ou nas imediações das Termas de Diocleciano, no rione Castro Pretorio de Roma. Era dedicada a São Ciríaco. O título cardinalício de São Ciríaco nas Termas de Diocleciano foi suprimido em 1582 e transferido para o título de Santos Ciríaco e Julita.

## História
Padres do titulus de San Ciriaco aparecem entre os signatários dos sínodos de Roma de 499 e 595. Ela também é mencionada no Liber Pontificalis, numa bula do papa Paulo I de 4 de julho de 761 e em outros documentos dos século XI e XIV. Num catálogo de igrejas de Roma de 1492, ela já aparece como estando abandonada. Segundo Onofrio Panvinio , o título foi transferido da arruinada igreja para Santi Quirico e Giulitta pelo papa Sisto IV e no catálogo de 1555, ela é chamada de S. Cyriaci in Thermis, alias Quirici et Iulitae regione Montium prope palatium Nervae.
Os restos desta igreja ainda eram visíveis no início do século XVII na vinha dos cartuxos de Santa Maria degli Angeli. As fundações foram redescobertas durante as obras de construção do pavilhão sudoeste do Palazzo delle Finanze entre 1873-1874, na Via Pastrengo.